# Amphipoea obscura
Amphipoea obscura är en fjärilsart som beskrevs av Heydemann 1931. Amphipoea obscura ingår i släktet Amphipoea och familjen nattflyn. Inga underarter finns listade i Catalogue of Life.